# Carmen Jordá
Carmen Jordá (ur. 28 maja 1988 w Alcoy) – hiszpańska zawodniczka startująca w wyścigach samochodowych.

## Życiorys
Carmen karierę rozpoczęła w roku 1998, od startów w kartingu. W 2003 roku zakończyła starty w małych wyścigówkach, natomiast dwa lata później zadebiutowała w serii wyścigów samochodów jednomiejscowych – Formule Master Junior. W pierwszym sezonie startów zmagania zakończył na 7. miejscu, natomiast w drugim podejściu zanotowała regres formy, plasując się na 9. pozycji.
W latach 2006–2009 brała udział w Hiszpańskiej Formule 3. Najlepszy wynik zanotowała w sezonie 2007, kiedy to rywalizację w Copa F300 zakończyła tuż za podium, na 4. lokacie (trzykrotnie uplasowała się na najniższym stopniu podium). W klasyfikacji ogólnej jedyny punkt osiągnęła w ostatnim roku startów, w drugim wyścigu, na francuskim torze Magny-Cours, dojeżdżając na dziewiątym miejscu. Dzięki niemu rywalizację ukończyła na 21. pozycji.
W 2009 roku zaliczyła również udział w serii wyścigów długodystansowych – Le Mans Series. Wystartowała w trzech rundach, jednak w żadnym z wyścigów jej załoga nie dojechała do mety.
W roku 2010 Hiszpanka wyjechała do Ameryki Północnej, gdzie rozpoczęła starty w serii Indy Lights. Carmen wzięła udział w pięciu wyścigach. Najlepiej spisała się podczas zmagań, na torze w Long Beach, gdzie zajęła dziesiątą lokatę. Zdobyte punkty sklasyfikowały ją na 16. miejscu.
Sezon 2011 spędziła na startach we włoskim pucharze Lamborghini Super Trofeo. W 2012 roku powróciła do wyścigów juniorskich i podpisała kontrakt z portugalską ekipą Ocean Racing Technology, na udział w Serii GP3.
Sezon 2012 w serii GP3 zakończyła bez punktów na 28 pozycji. Na sezon 2013 podpisała kontrakt z ekipą Bamboo Engineering. Jednak w żadnym z szesnastu wyścigów, w których wystartowała, nie zdołała zdobyć punktów. Ostatecznie została sklasyfikowana na trzydziestej pozycji w klasyfikacji końcowej.
Na sezon 2014 Hiszpanka podpisała kontrakt z fińską ekipą Koiranen GP. Wystartowała łącznie w czternastu wyścigach, jednak nie zdobywała punktów. W drugim wyścigu w Wielkiej Brytanii uplasowała się na siedemnastej pozycji, co było jej najwyższym wynikiem w sezonie. Została sklasyfikowana na 29. miejscu w końcowej klasyfikacji kierowców.

## Wyniki

### GP3
| Legenda oznaczeń w tabelach wyników Wyświetl szablon na nowej stronie | Legenda oznaczeń w tabelach wyników Wyświetl szablon na nowej stronie                                                                     |
| Oznaczenie                                                            | Wyjaśnienie |
| --------------------------------------------------------------------- | --- |
| Złoty                                                                 | Zwycięzca lub mistrzostwo |
| Srebrny                                                               | 2. miejsce lub wicemistrzostwo |
| Brązowy                                                               | 3. miejsce lub II wicemistrzostwo |
| Zielony                                                               | Ukończył, punktował (w klasyfikacji generalnej, gdy zdobył co najmniej jeden punkt na przestrzeni sezonu, poza trzema powyższymi opcjami) |
| Niebieski                                                             | Ukończył, nie punktował (w klasyfikacji generalnej, gdy nie zdobył co najmniej jednego punktu na przestrzeni sezonu)                      |
| Czerwony                                                              | Nie zakwalifikował się (NZ) |
| Czerwony                                                              | Nie prekwalifikował się (NPK) |
| Różowy                                                                | Nie ukończył (NU) |
| Różowy                                                                | Niesklasyfikowany (NS) (w klasyfikacji generalnej, gdy nie został sklasyfikowany w żadnym wyścigu sezonu)                                 |
| Czarny                                                                | Zdyskwalifikowany (DK) |
| Czarny                                                                | Wykluczony (WYK/EX) |
| Biały                                                                 | Nie wystartował (NW) |
| Biały                                                                 | Kontuzjowany (K/INJ) |
| Biały                                                                 | Wyścig odwołany (OD/C) |
| Bez koloru                                                            | Został wycofany (WYC/WD) |
| Bez koloru                                                            | Nie przybył (NP/DNA) |
| Bez koloru                                                            | Nie brał udziału w treningach (NT/DNP) |
| Bez koloru                                                            | Nie został zgłoszony (–) |
| Pogrubienie                                                           | Start z pole position |
| Kursywa                                                               | Najszybsze okrążenie wyścigu |
| †                                                                     | Nie ukończył, ale jego rezultat został zaliczony ze względu na przejechanie więcej niż 90% dystansu wyścigu.                              |
| *                                                                     | Sezon w trakcie |
| 1/2/3                                                                 | Punktowana pozycja w sprincie kwalifikacyjnym                                                                                             |
| Lista systemów punktacji Formuły 1                                    | |

| Rok  | Zespół                  | Wyniki w poszczególnych eliminacjach | Wyniki w poszczególnych eliminacjach | Wyniki w poszczególnych eliminacjach | Wyniki w poszczególnych eliminacjach | Wyniki w poszczególnych eliminacjach | Wyniki w poszczególnych eliminacjach | Wyniki w poszczególnych eliminacjach | Wyniki w poszczególnych eliminacjach | Wyniki w poszczególnych eliminacjach | Wyniki w poszczególnych eliminacjach | Wyniki w poszczególnych eliminacjach | Wyniki w poszczególnych eliminacjach | Wyniki w poszczególnych eliminacjach | Wyniki w poszczególnych eliminacjach | Wyniki w poszczególnych eliminacjach | Wyniki w poszczególnych eliminacjach | Wyniki w poszczególnych eliminacjach | Wyniki w poszczególnych eliminacjach | Punkty | Pozycja |
| ---- | ----------------------- | ------------------------------------ | ------------------------------------ | ------------------------------------ | ------------------------------------ | ------------------------------------ | ------------------------------------ | ------------------------------------ | ------------------------------------ | ------------------------------------ | ------------------------------------ | ------------------------------------ | ------------------------------------ | ------------------------------------ | ------------------------------------ | ------------------------------------ | ------------------------------------ | ------------------------------------ | ------------------------------------ | ------ | ------- |
| 2012 | Ocean Racing Technology | ESP                                  | ESP                                  | MON                                  | MON                                  | VAL                                  | VAL                                  | GBR                                  | GBR                                  | DEU                                  | DEU                                  | HUN                                  | HUN                                  | BEL                                  | BEL                                  | ITA                                  | ITA                                  |                                      |                                      | 0      | 28      |
| 2012 | Ocean Racing Technology | 20                                   | 21                                   | NU                                   | 21                                   | 13                                   | NU                                   | -                                    | -                                    | 20                                   | NU                                   | NU                                   | NU                                   | 26                                   | NW                                   | 21                                   | 19                                   |                                      |                                      | 0      | 28      |
| 2013 | Bamboo Engineering      | ESP                                  | ESP                                  | VAL                                  | VAL                                  | GBR                                  | GBR                                  | DEU                                  | DEU                                  | HUN                                  | HUN                                  | BEL                                  | BEL                                  | ITA                                  | ITA                                  | ARE                                  | ARE                                  |                                      |                                      | 0      | 30      |
| 2013 | Bamboo Engineering      | 22                                   | 18                                   | NU                                   | 21                                   | 23                                   | 19                                   | DK                                   | 24                                   | 22                                   | 21                                   | 19                                   | 19                                   | 18                                   | 17                                   | NU                                   | 23                                   |                                      |                                      | 0      | 30      |
| 2014 | Koiranen GP             | ESP                                  | ESP                                  | AUT                                  | AUT                                  | GBR                                  | GBR                                  | DEU                                  | DEU                                  | HUN                                  | HUN                                  | BEL                                  | BEL                                  | ITA                                  | ITA                                  | RUS                                  | RUS                                  | ARE                                  | ARE                                  | 0      | 28      |
| 2014 | Koiranen GP             | NU                                   | NU                                   | 20                                   | 21                                   | 24                                   | 17                                   | NU                                   | 22                                   | 25                                   | 25                                   | 17                                   | NU                                   | 20                                   | 21                                   | -                                    | -                                    | -                                    | -                                    | 0      | 28      |

### Podsumowanie
| Sezon | Seria                 | Zespół                          | Nr Samochodu | Wyścigi | Zwycięstwa | PP | NO | Punkty | Pozycja |
| ----- | --------------------- | ------------------------------- | ------------ | ------- | ---------- | -- | -- | ------ | ------- |
| 2005  | Formuła Master Junior |                                 |              | 18      | 0          | 0  |    | 284    | 7       |
| 2006  | Formuła Master Junior |                                 |              |         |            |    |    | 158    | 9       |
| 2006  | Hiszpańska Formuła 3  | Escuela Profiltek (Copa F300)   | 33           | 2       | 0          | 0  | 0  | 0      | NS      |
| 2007  | Hiszpańska Formuła 3  | Meycom (Class A)                | 35           | 15      | 0          | 0  | 0  | 0      | 20      |
| 2007  | Hiszpańska Formuła 3  | Meycom (Copa F300)              | 35           | 16      | 0          | 0  | 0  | 50     | 4       |
| 2008  | Hiszpańska Formuła 3  | Campos Racing (Copa F306/300)   | 17           | 17      | 0          | 0  | 0  | 21     | 8       |
| 2009  | Hiszpańska Formuła 3  | GTA Motor Competición (Class A) | 10           | 16      | 0          | 0  | 0  | 1      | 21      |
| 2009  | European F3 Open      | Campos Racing (Copa F306/300)   | 10           | 16      | 0          | 0  | 0  | 30     | 6       |
| 2009  | Le Mans Series        | Q8 Oils Hache Team              | 43           | 3       | 0          | 0  | 0  | 0      | 14      |
| 2010  | Indy Lights           | Andersen Racing                 | 4            | 5       | 0          | 0  | 0  | 84     | 16      |
| 2012  | Seria GP3             | Ocean Racing Technology         | 18           | 2       | 0          | 0  | 0  | 0      | 28      |
| 2013  | Seria GP3             | Bamboo Engineering              | 16           | 0       | 0          | 0  | 0  | 0      | 30      |
| 2014  | Seria GP3             | Koiranen GP                     | 14           | 0       | 0          | 0  | 0  | 0      | 29      |